# Đại hội Thể thao Đông Nam Á 1981
Đại hội Thể thao Đông Nam Á 1981, chính thức được gọi là Đại hội Thể thao Đông Nam Á lần thứ 11, là một sự kiện thể thao đa môn được tổ chức tại Manila, Philippines từ ngày 6 đến ngày 15 tháng 12 năm 1981. Đây là lần đầu tiên Philippines đăng cai SEA Games kể từ khi họ lần đầu tham dự vào năm 1977, và qua đó trở thành quốc gia thứ sáu đăng cai SEA Games sau Thái Lan, Miến Điện, Malaysia, Singapore và Indonesia.
Hơn 2.200 vận động viên và quan chức đã tham gia kỳ đại hội tại Manila. Sự kiện được chính thức khai mạc bởi Tổng thống Ferdinand Marcos, và ngọn đuốc được thắp sáng bởi Benjamin Silva-Netto. Lễ khai mạc đầy màu sắc diễn ra tại Sân vận động tưởng niệm Rizal.
Một sân vận động bóng đá mới và nhà thi đấu trong nhà đã được xây dựng tại Pasig, mang tên Trung tâm Điền kinh và Nhà thi đấu Đại học Đời sống (University of Life Track & Field and Arena - ULTRA), hiện nay được gọi là Khu liên hợp thể thao PhilSports. Các căn hộ liền kề được sử dụng làm nơi ở cho vận động viên và sau đó được chuyển đổi thành khu nhà ở BLISS theo dự án của Đệ nhất Phu nhân Imelda Marcos. Bảng tổng sắp huy chương cuối cùng do Indonesia dẫn đầu, tiếp theo là Thái Lan và nước chủ nhà Philippines.

## Quốc gia tham dự
Brunei khi đó là thuộc địa của Anh.
- Miến Điện
- Brunei
- Indonesia
- Malaysia
- Philippines (Chủ nhà)
- Singapore
- Thái Lan

## Bảng tổng sắp huy chương
| Hạng               | Đoàn               | Vàng | Bạc | Đồng | Tổng số |
| ------------------ | ------------------ | ---- | --- | ---- | ------- |
| 1                  | Indonesia (INA)    | 85   | 73  | 56   | 214     |
| 2                  | Thái Lan (THA)     | 62   | 45  | 41   | 148     |
| 3                  | Philippines (PHI)  | 55   | 55  | 77   | 187     |
| 4                  | Malaysia (MAS)     | 16   | 27  | 31   | 74      |
| 5                  | Miến Điện (BIR)    | 15   | 19  | 27   | 61      |
| 6                  | Singapore (SIN)    | 12   | 26  | 33   | 71      |
| 7                  | Brunei (BRU)       | 0    | 0   | 0    | 0       |
| Tổng số (7 đơn vị) | Tổng số (7 đơn vị) | 245  | 245 | 265  | 755     |

1Brunei đang là xứ bảo hộ thuộc Vương quốc Anh.

## Môn thể thao
- Thể thao dưới nước  (chi tiết)

- Bắn cung  (chi tiết)

- Điền kinh  (chi tiết)

- Cầu lông  (chi tiết)

- Bóng rổ  (chi tiết)

- Bowling  (chi tiết)

- Quyền Anh  (chi tiết)

- Xe đạp  (chi tiết)

- Bóng đá  (chi tiết)

- Thể dục dụng cụ  (chi tiết)

- Judo  (chi tiết)

- Cầu mây  (chi tiết)

- Bắn súng  (chi tiết)

- Bóng mềm  (chi tiết)

- Bóng bàn  (chi tiết)

- Quần vợt  (chi tiết)

- Bóng chuyền  (chi tiết)

- Cử tạ  (chi tiết)